# Портрет людини в червоному тюрбані
«Портрет людини в червоному тюрбані» (нід. Portret van een man met rode tulband) — картина фламандського художника Яна ван Ейка. Написана у 1433 році. Між 1642 і 1644 роками картину в Антверпені придбав Томас Говард, граф Ерандел. 1851 року твір придбала Національна галерея мистецтв у Лондоні.

## Опис
На картині зображено портрет чоловіка середнього віку, одягненого у темно-коричневий плащ та червоний тюрбан (насправді це шаперон). Чоловік знаходиться на темному невиразному тлі. Портрет не зображує жодних емоцій і не розкриває жодної думки чи настрою. Риси обличчя ясні і деталізовані. Гусячі лапки навколо очей і бородата щетина на підборідді показано занадто точно. В очах відображено відблиски з вікон студії. Зображений на картині дивиться прямо на глядача. Ця картина часто вважається автопортретом самого ван Ейка, хоча немає прямих доказів, що підтверджують це. Костюм на чоловікові відповідає соціальному статусу ван Ейка.
Внизу на золотистій рамі написано JOHES DE EYCK ME FECIT ANO MCCCC.33. 24. OCTOBRIS («Ян ван Ейк творив мене 24 жовтня 1436»). На верхній частині рами стоїть напис AlC IXH XAN (буквально «Я роблю те, що можу»), який є своєрідним підписом автора і трапляється ще у декількох його творах. Літери намальовані таким чином, що вони здаються вирізаними.